# Сьерра-Леоне на летних Олимпийских играх 2008
Спортсмены Сьерра-Леоне выступили в 2 дисциплинах Олимпийских игр в Пекине — легкая атлетика и бокс. Национальная сборная представлена тремя спортсменами: Соломоном Байо, Микаэлой Карбо и Саиду Карбго.

## Итоги
- Саиду Карбго выбыл на первой стадии боксерского турнира в весовой категории до 48 кг проиграв техническим нокаутом польскому боксеру.
- Соломон Байо выбыл в первом же круге в соревнованиях по бегу среди мужчин на дистанцию 200 метров.
- Микаэла Карбо выбыла в первом же круге в соревнованиях по бегу среди женщин на дистанцию 100 метров, показав сводный 63 результат из 85 спортсменок.